# Kávovník statný
Kávovník statný (Coffea canephora, syn. Coffea robusta), též známý jako kávovník robusta, je stálezelený druh z čeledi mořenovité (Rubiaceae), dorůstající 6–12 m výšky. Pochází z tropických deštných lesů povodí řeky Kongo a dnes se pěstuje všude v tropech a subtropech. Má tužší, mírně vlnité, eliptické, jasně zelené, až 30 cm dlouhé listy. Bílé až narůžovělé květy vyrůstají ze svazečků v úžlabí listů. Plodem je asi 1,5 cm velká peckovice obsahující 2 semena o obsahu kofeinu 1,5–3,3 %.[zdroj?] Proto se kávovník statný pěstuje jako pochutina pro výrobu kávy. I když je všeobecně rozšířený mýtus, že kvalita této kávy je nižší než u kávovníku arabského (Coffea arabica) celosvětově má mnoho oblíbenců. A proto také kávovník statný zabírá podstatně nižší plochy než k. arabský.[zdroj?]
Coffea canephora (robusta) je rostlina z čeledi mořenovité Rubiaceae. Z hlediska produkce kávy je druhým nejvýznamnějším druhem.

## Charakteristika

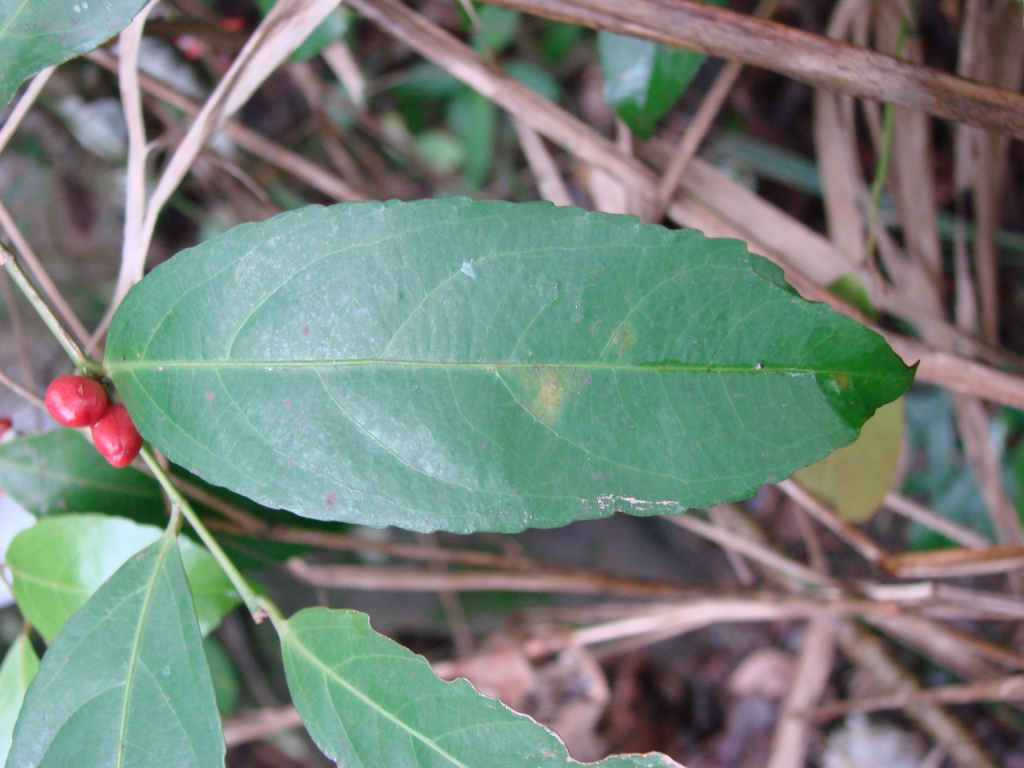
Větévka s plody

Běžně prodávaná káva v supermarketu bývá právě robusta, která patří mezi levnější a mnohdy méně kvalitní kávy.
Robusta roste nižších nadmořských výškách, a to v 200–600 metrech nad mořem. Kávovník může dorůstat až 13 metrů a pro ideální pěstování vyžaduje teplejší a stabilnější klima s teplotou 24–29 °C. Jinak je ale mnohem méně náročný na pěstování než arabika. Svou první sklizeň rostliny mívají až po 2–3 letech. Netrpí tolik na různé choroby a jsou mnohem odolnější. Kávové třešinky robusty zrají také mnohem rychleji než arabika. Může za to nižší nadmořská výška.

## Chuť
Chuť robusty je naprosto nezaměnitelná a mnohdy ji ve svém šálku pozná i laik. Často má výraznou hořkou chuť a v puse i na jazyku zanechává takový zvláštní „ocásek“. Většinou je u robusty cítit i velmi silné, zemité tělo. Chemicky má totiž úplně jinou strukturu než arabika, proto také i úplně jinak chutná. Kofeinu obsahuje více než arabika, někdy to může být i dvakrát tolik.

## Producenti
Mezi největší producenty robusty patří hlavně Vietnam, pak Brazílie.

## Vzhled
Velký rozdíl mezi arabikou a robustou je možné poznat už u samotných zrnek. Zrnko arabiky je ploché a protáhlé. Většinou má zakřivenou rýhu uprostřed zrna. Arabika má jemně zelenou barvu, výjimečně s namodralým tónem. Naproti tomu zrnko robusty je vypouklejšího a zaoblenějšího tvau. Rýha je rovná, barva zrna je bledě zelená s nahnědlým nebo našedlými odstíny. I po upražení se od sebe dají dobře rozeznat především podle tvaru.